# 古居みずえ
古居 みずえ（ふるい みずえ、1948年 - ）は、日本のフォト・ジャーナリスト、映画監督である。アジアプレス・インターナショナル所属、日本ビジュアル・ジャーナリスト協会会員。

## 経歴
1948年に島根県で生まれ、東京都に在住する。37歳で関節リウマチを患い歩行困難となり、1か月後に歩行器なしで不動となったが、投薬で回復した。
フォトジャーナリスト広河隆一の写真展を観覧し、罹患前職はOLであったが「一度きりの人生。何かを表現したい」と思い、1988年にフリージャーナリストとしてパレスチナへ渡航する。
1993年に難民キャンプ出身のガーダ・アギールと出会い、静止画と動画を撮り続けて12年後にドキュメンタリー映画『ガーダ パレスチナの詩』を制作する。2005年に写真『パレスチナの女たち』でDAYS国際フォトジャーナリズム大賞審査員特別賞、2006年に第6回石橋湛山記念早稲田ジャーナリズム大賞（公共奉仕部門）それぞれを受賞した。
2011年にイスラエルのガザ地区空爆で犠牲になった家族を取材して映画『ぼくたちは見た ガザ・サムニ家の子どもたち』を公開する。
福島第一原発事故で計画的避難区域に指定された福島県飯舘村を取材したドキュメンタリー映画『飯舘村の母ちゃんたち』を製作して脱原発を訴求する。
出身地島根県に対する社会貢献で、「古居みずえ故郷の会」として掛合町、出雲市、松江市など県内各市町村で映画上演や講演している。
2014年に、ガザ地区を取材してアジアプレスのウェブサイトに記載した。
2016年3月に、福島県飯舘村で農業を営む女性を扱うドキュメンタリー映画『飯舘村の母ちゃんたち、土とともに』を公開した。

## ビブリオグラフィー
- 『インティファーダの女たち：パレスチナ被占領地を行く』（彩流社、1990年）ISBN　978-4-88202-187-2
  - 『インティファーダの女たち：パレスチナ被占領地を行く』増補版（彩流社、1996年）ISBN 978-4-88202-408-8
- 『パレスチナ 瓦礫の中の女たち』（岩波書店〈岩波フォト・ドキュメンタリー世界の戦場から〉、2004年）ISBN　978-4-00-026969-8
- 『ガーダ：女たちのパレスチナ』（岩波書店、2006年）ISBN　978-4-00-022459-8
- 『ぼくたちは見た：ガザ・サムニ家の子どもたち』（彩流社、2011年）ISBN　978-4-7791-1626-1
- 『パレスチナ：戦火の中の子どもたち』（岩波書店〈岩波ブックレット〉、2015年）ISBN　978-4-00-270928-4
- 『飯舘村の母ちゃんたち：福島・女性たちの選択』（彩流社、2023年）ISBN　978-4-7791-2896-7

## フィルモグラフィー
- ガーダ パレスチナの詩（2005年）
- ぼくたちは見た ガザ・サムニ家の子どもたち（2011年）
  - （DVD版）太郎次郎社エディタス、2018年。ISBN　978-4-8118-4035-2
- 飯舘村の母ちゃんたち、土とともに（2016年）
  - （DVD版）太郎次郎社エディタス、2018年。ISBN　978-4-8118-4033-8